# Acuerdo Cívico y Social
El Acuerdo Cívico y Social (ACyS) fue una alianza electoral argentina conformada por la Unión Cívica Radical, la Coalición Cívica y el Partido Socialista para las elecciones legislativas del 28 de junio de 2009, en la que resultó ser la coalición más votada a nivel nacional.

## Historia

### Origen
Durante el Paro agropecuario patronal en Argentina de 2008, la Unión Cívica Radical, la Coalición Cívica y algunos frentes socialistas tomaron una marcada posición a favor de los ruralistas, lo que más tarde dejó entrever la posibilidad de una lista de unidad entre los tres partidos, opositores a los gobiernos de Néstor y Cristina Kirchner, en las elecciones legislativas de 2009. Sumado a esto, en las elecciones presidenciales de 2007, la CC y el PS fueron juntos en la candidatura a presidenta de Elisa Carrió (CC), quien era secundada por el senador Rubén Giustiniani (PS-Santa Fe). Carrió, vale aclarar, comenzó su carrera política en la Unión Cívica Radical de la que también  provenia la primera candidata a diputada por la Provincia de Buenos Aires, Margarita Stolbizer.
El 29 de abril de 2009, en una conferencia de prensa con la presencia de Carrió, el senador Gerardo Morales (presidente de la Unión Cívica Radical) y los primeros candidatos a diputados nacionales por la Ciudad y por la Provincia de Buenos Aires, se presentó el Acuerdo Cívico y Social, sello consensuado entre los tres partidos. Durante la conferencia, dijo Carrió, a modo de presentación:

"Queríamos dar cuentas al pueblo de la Nación de lo que hicimos todos juntos en los últimos 6 meses, el pueblo demandaba que los que estábamos en distintas bancas y bloques pudiéramos tener la generosidad para con la República de unificar nuestra representación de cara a la gente y de esta manera avanzar no sólo en la limitación del poder abusivo del modelo kirchnerista sino también construir una Argentina posible, ética, republicana, de desarrollo económico y distribución del ingreso y hoy estamos unificados en este Acuerdo Cívico y Social cuyo primer paso es éste, que se va a ampliar en toda la Nación, no solo antes de junio sino básicamente después"

En 2009 el partido incluyó en sus boletas varias candidaturas testimoniales en las listas del Acuerdo Cívico Social. Entre ellas, figura la del tercer candidato a diputado nacional por la provincia de Buenos Aires, el intendente de San Pedro, Mario Barbieri. En la misma situación estaban Damián Itoiz (diputado) y Malena Baro (senadora), en ese momento funcionarios de la Municipalidad de Junín.
Disolución 
En diciembre de 2014, la Justicia electoral dictó dos embargos contra el partido totalizando aproximadamente 600.000 pesos por irregularidades en la campaña de 2009. La decisión fue adoptada unánimemente por los camaristas Rodolfo Emilio Munne, Santiago Corcuera y Alberto Dalla Vía. Según comprobó la justicia se cometieron varios delitos e irregularidades, los cargos implican $ 290.000 por las irregularidades en el manejo de propaganda, donde se evidenció que se han omitido gastos de propaganda y el origen de esos fondos que la solventaran. También se dictó un segundo embargo, 308.580 de pesos, ya que el balance de los gastos del partido para el año 2010, recibió más de 20 observaciones por parte de la Cámara, demostrando la "violación" del artículo 49 de la Ley de financiamiento de partidos políticos. Revelaron que este hecho llevó a Carrió a romper el Acuerdo Cívico y Social.

## Partidos integrantes
El Acuerdo Cívico y Social estaba integrado por los siguientes partidos políticos:
| Partido | Partido | Partido              | Líder             | Ideología                         | Posición        |
| ------- | ------- | -------------------- | ----------------- | --------------------------------- | --------------- |
|         |         | Unión Cívica Radical | Ernesto Sanz      | Socialdemocracia Socioliberalismo | Centro          |
|         |         | Partido Socialista   | Rubén Giustiniani | Socialdemocracia Progresismo      | Centroizquierda |
|         |         | Coalición Cívica ARI | Elisa Carrió      | Socioliberalismo Socialdemocracia | Centro          |

### Elecciones legislativas de 2009

#### Postulaciones
El Acuerdo Cívico y Social estuvo presente en las elecciones de 2009 las siguientes provincias:
| Distrito               | Partidos que integran el ACyS | Principales candidatos                                     | Observaciones                                                                                                 | Resultado en las elecciones del 28 de junio de 2009 |
| ---------------------- | --- | ---------------------------------------------------------- | --- | --------------------------------------------------- |
| Ciudad de Buenos Aires | - Coalición Cívica - Unión Cívica Radical                                                                                                   | - Alfonso Prat Gay - Ricardo Gil Lavedra - Elisa Carrió    | El Partido Socialista presentó su lista por separado                                                          | - 19,05% - 344.388 votos - 3.er puesto              |
| Buenos Aires           | - Coalición Cívica - Consenso Federal - Partido Socialista - Unión Cívica Radical                                                           | - Margarita Stolbizer - Ricardo Alfonsín - Mario Barbieri  | | - 21,48% - 1.555.825 votos - 3.er puesto            |
| Catamarca              | - Coalición Cívica - Partido Socialista - Unión Cívica Radical                                                                              | - Genaro Collantes - Oscar Castillo                        | Utiliza el nombre Frente Cívico y Social, alianza que gobierna la provincia desde 2003.                       | - 38,86% - 57.499 votos - Ganador                   |
| Córdoba                | - Coalición Cívica - Partido Nuevo de Córdoba - Partido Socialista                                                                          | - Luis Juez - Norma Morandini - Gumersindo Alonso          | Utiliza el nombre Frente Cívico. La Unión Cívica Radical cordobesa presentó su propia lista por separado.     | - 27,97% - 462.561 votos - Ver nota [1]             |
| Corrientes             | - Coalición Cívica - Partido Socialista - Unión Cívica Radical                                                                              | - Nito Artaza                                              | Utiliza el nombre Encuentro por Corrientes                                                                    | - 32,75% - 141.021 - 2.º puesto                     |
| Chaco                  | - Coalición Cívica - Partido Socialista - Unión Cívica Radical                                                                              | - Pablo Orsolini - Alicia Terada                           | Utiliza el nombre Alianza Frente de Todos                                                                     | - 44,42% - 227.006 votos - 2.º puesto               |
| Entre Ríos             | - Coalición Cívica - Unión Cívica Radical                                                                                                   | - Atilio Benedetti - Hilda Ré                              | El Partido Socialista presentó lista propia.                                                                  | - 35,02% - 228.263 votos - Ganador                  |
| Formosa                | - Coalición Cívica - Partido Socialista - Unión Cívica Radical                                                                              | - Ricardo Buryaile - María Inés Delfino                    | | - 35,75 % - 79.366 votos - 2.º puesto               |
| Jujuy                  | - Movimiento Popular Jujeño - Partido Socialista - Unión Cívica Radical                                                                     | - Mario Fiad                                               | El partido Cambio Jujeño, identificado con el ARI, presentó su propia lista                                   | - 30,97% - 84.284 votos - 2.º puesto                |
| La Pampa               | - Partido Socialista - Unión Cívica Radical                                                                                                 | - Juan Carlos Marino - Ulises Forte                        | Utiliza el nombre Frente Pampeano Cívico y Social                                                             | - 35,47% - 62.782 votos - 2.º puesto                |
| Mendoza                | - Coalición Cívica - Consenso Federal - Partido Socialista - Unión Cívica Radical                                                           | - Ernesto Sanz - Laura Montero                             | Utiliza el nombre Frente Cívico Federal                                                                       | - 48,40 % - 414.822 votos - Ganador                 |
| Neuquén                | - Coalición Cívica - Partido Socialista | - Edgardo Kristensen - Beatriz Kreitman                    | Utiliza el nombre Acuerdo Cívico y Social ARI-PS. La Unión Cívica Radical neuquina presentó su propia lista.  | - 5,05% - 13.805 votos - 6.º puesto                 |
| Salta                  | - Coalición Cívica - Partido Socialista - Propuesta Salteña - Unión Cívica Radical                                                          | - Ricardo Gómez Diez                                       | | - 4,86% - 23.362 votos - 7.º lugar                  |
| San Juan               | - Coalición Cívica - Partido Socialista - Unión Cívica Radical                                                                              | - Rodolfo Colombo                                          | | - 15,07% - 47.836 votos - 3.er puesto               |
| San Luis               | - Coalición Cívica - Partido Socialista - Unión Cívica Radical                                                                              | - Daniel Rodríguez Saá                                     | | - 11,94% - 22.948 votos - 4.º puesto                |
| Santa Cruz             | - Coalición Cívica - Partido Socialista - Unión Cívica Radical                                                                              | - Eduardo Costa                                            | Utiliza el nombre Cambiemos para Crecer                                                                       | - 42,54% - 53.133 votos - Ganador                   |
| Santa Fe               | - Coalición Cívica - Partido Socialista - Unión Cívica Radical - Partido Comunista - Partido Demócrata Progresista - Solidaridad e Igualdad | - Rubén Giustiniani - Alicia Ciciliani - Silvia Augsburger | Utiliza el nombre Frente Progresista, Cívico y Social, alianza que gobernó la provincia desde 2007 hasta 2019 | - 40,60% - 662.210 votos - 2.º puesto               |
| Santiago del Estero    | - Coalición Cívica - Partido Socialista - Unión Cívica Radical                                                                              | - José Luis Zavalía                                        | | - 11,07% - 33.781 votos - 3.er puesto               |
| Tierra del Fuego       | - Coalición Cívica - Partido Socialista | - Leonardo Gorbacz                                         | Utiliza el nombre Proyecto Progresista. La Unión Cívica Radical fueguina presentó su lista por separado       | - 9,36 % - 5.687 votos - 5.º puesto                 |
| Tucumán                | - Coalición Cívica - Partido Socialista - Unión Cívica Radical                                                                              | - José Manuel Cano - Juan Casañas                          | | - 15,62% - 108.469 votos - 2.º puesto               |

#### Resultados
En las elecciones legislativas de 2009, el ACyS no se presentó como tal en las 24 provincias argentinas. Es por ello que, para saber el resultado total a nivel nacional, han de sumársele también los resultados de la Unión Cívica Radical, de la Coalición Cívica (ARI - GEN) y del Partido Socialista en aquellos distritos donde concurrieron por separado.
Para efectuar el cálculo de porcentaje, se considera que el total nacional de votantes es de 27.837.061 electores y que el presentismo en estos comicios fue del 72 % del padrón nacional, es decir que votaron 20.042.684 electores.
| Partido                 | Total de votos a nivel nacional | Porcentaje sobre el total nacional |
| ----------------------- | ------------------------------- | ---------------------------------- |
| Acuerdo Cívico y Social | 4.628.114 votos                 | 22,86%                             |
| Unión Cívica Radical    | 781.335 votos                   | 3,80%                              |
| ARI - Coalición Cívica  | 79.732 votos                    | 0,40%                              |
| Partido Socialista      | 79.404 votos                    | 0,39%                              |
| Total ACyS              | 5.548.585 votos                 | 27,45%                             |

Este resultado llevó a que los líderes del Acuerdo Cívico y Social sostuvieran, el día después de las elecciones, que la alianza se convirtió en la "primera fuerza a nivel nacional" en cuanto a la cantidad de votos obtenidos, superando por alrededor de doscientos mil sufragios al Frente para la Victoria.
El 10 de diciembre de 2009, el Acuerdo Cívico y Social se convirtió en el segundo bloque en el Congreso Nacional.
| Recinto                          | Bancas antes del 10 de diciembre de 2009 | Bancas obtenidas en las elecciones legislativas de 2009 | Bancas a partir del 10 de diciembre de 2009 |
| -------------------------------- | ---------------------------------------- | ------------------------------------------------------- | ------------------------------------------- |
| Cámara de Diputados de la Nación | 37 bancas                                | 41 bancas                                               | 78 bancas                                   |
| Senado de la Nación              | 9 bancas                                 | 14 bancas                                               | 23 bancas                                   |

### Disolución
En agosto de 2010 la Coalición Cívica dejó el Acuerdo Cívico y Social. Antes de las elecciones de 2011 la alianza quebró de manera definitiva, al aliarse la UCR con la Unión Celeste y Blanco, una agrupación peronista disidente cuyo líder es Francisco de Narváez, conformando la Unión para el Desarrollo Social. El Partido Socialista y la mayoría de los socios menores de la Coalición Cívica, con la excepción de la Coalición Cívica ARI, conformaron el Frente Amplio Progresista.
A partir de junio de 2012, la Coalición Cívica vuelve a reunirse con otras fuerzas progresistas, esta vez dentro del Frente Amplio Progresista, con la conducción de Hermes Binner (Partido Socialista).

## Base programática
Los ejes del programa legislativo del Acuerdo Cívico y Social, entre otros, son:
- "La segmentación y reducción de las retenciones a la exportación de productos agropecuarios.
- Derogación de los llamados superpoderes al Jefe de Gabinete, que permiten que este reasigne partidas presupuestarias sin autorización del Congreso
- Normalización del Instituto Nacional de Estadística y Censos para lograr fiabilidad de los índices de inflación, pobreza e indigencia
- Creación de los Ingreso Ciudadano para la Niñez (INCINI) y la vejez (INCIMA), reemplazando de los planes sociales actualmente vigentes
- Estímulo a la producción de nuevas tecnologías
- Recuperar para las provincias el 15% de coparticipación federal que les fuera sustraído durante la gestión de Carlos Menem
- Regular el uso de los Aportes del Tesoro Nacional (ATN)
- Sanción de una nueva Ley de Coparticipación Federal que regule la materia
- Sanción de una ley que reglamente el uso de la publicidad oficial en los medios de comunicación
- Reforzar los controles de la Auditoría General de la Nación
- Sanción de un régimen penal juvenil
- Sanción de una nueva ley que regule la actividad del Consejo de la Magistratura para garantizar la autonomía e independencia del Poder Judicial".